# Емилиан (консул 276 г.)
Вижте пояснителната страница за други личности с името Емилиан.
Емилиан (на латински: Aemilianus) е политик и сенатор на Римската империя през 3 век.

## Биография
Той е вероятно син на Фулвий Емилиан (консул 244 г.) или на Луций Фулвий Гавий Нумизий Емилиан (консул 249 г.) или на друг Емилиан.
През 237 г. Емилиан е квестор и след това през неизвестна година консул. Той не е този Емилиан (консул 259 г.).
През 276 г. той е за втори път консул. Колега му е император Тацит.